# أحمد العلواني
 أحمد سليمان العلواني نائب في البرلمان العراقي ورئيس اللجنة الاقتصادية فيه.

## نشأته
الدكتور أحمد سليمان العلواني، من مواليد 27 أبريل، 1969 م، ويسكن في مدينة الرمادي مركز محافظة الأنبار في العراق.
درس الدكتور أحمد العلواني الابتدائية والمتوسطة والإعدادية في الرمادي ومن ثم انتقل إلى بغداد لأكمال دراسته الاكاديمية. حصل الدكتور أحمد العلواني على البكالوريوس والماجستير والدكتوراه من جامعة بغداد في علوم الأرض Geology. أعتقل الدكتور أحمد العلواني من منزله في الرمادي في فجر 28 سبتمبر 2013 من قبل قوات الأمن العراقية بتهم تحريض على الإرهاب.

## توجهه السياسي
عرف العلواني بموقفه المعارض وبشدة، لإيران والسياسيون العراقيون المنبطحون تحت أقدامها، وللحكومة العراقية التي كان يرأسها رئيس الوزراء نوري المالكي والسياسيون العراقيون الشيعة واتهمهم بـأنهم مساندين من قبل إيران، بدأ الالتحاق بما يسمى (الثوار) في الانبار ومعروف عنه خطاباته الحادة، وفي كل لقائاته التلفزيونية ومؤتمراته الصحفية كان ينتقدهم وبشكل لاذع، إلى درجة أن بعض السياسيين طالبوا برفع الحصانة عنه، وقدموا ضده دعوى قضائية أبطلتها المحكمة.

## موقفه من الحراك الشعبي
منذ أن انطلق الحراك الشعبي في المحافظات الست المنتفضة قبل نحو عام، كان الدكتور أحمد العلواني في طليعة الداعمين له، والمدافعين عنه في نفس الوقت، فحضر جميع النشاطات التي أقيمت في الساحة، وكانت له دائماً كلمة في المناسبة. وبدأ يندد بحكومه المالكي واخذت خطاباته تأخذ اسلوباً يحرض على العنف ضد القوات العراقية الأمنية واصفهم بال (صفويون).

## موقفه من قضية أهل السنّة والجماعة والإقليم السنّي
«قضية أهل السنّة والجماعة، والإقليم السنّي» كانا شغله الشاغل طيلة السنوات الماضية، إلا أنه أبرزها في الفترة الأخيرة، لما يتعرّض له المكون السنّي من حملة كبيرة تشنها الحكومة العراقية ضده، حيث أوغلت في قتل أبنائه وتهجير عوائله، وزج شبابه في السجون منذ احتلال العراق، وكان يعتقد أن الإقليم هو الخيار الوحيد لأهل السنة في العراق.[بحاجة لمصدر]

## الحكم بالإعدام
في 23-11-2014 أصدرت المحكمة الجنائية المركزية العراقية حكما بإعدام النائب السابق أحمد العلواني بعد أن أدين بتهمة القتل العمد لجنديين عراقيين نهاية 2013.